# Nationaal Park De Maasduinen
Nationaal Park De Maasduinen is een van de drie nationale parken in Noord- en Midden-Limburg. Het is een bos- en heidegebied, gelegen op een langgerekte zandrug tussen de Maas en de Duitse grens. Het bevindt zich grotendeels binnen het grondgebied van de gemeente Bergen. Het park strekt zich uit over een lengte van ruim 20 kilometer en heeft een breedte van gemiddeld twee à drie kilometer. In totaal is het ruim 4500 hectare groot. Het bevat de langste rivierduingordel van Nederland, in duizenden jaren ontstaan door een samenspel van water, wind en mens.

## Water, wind en mens

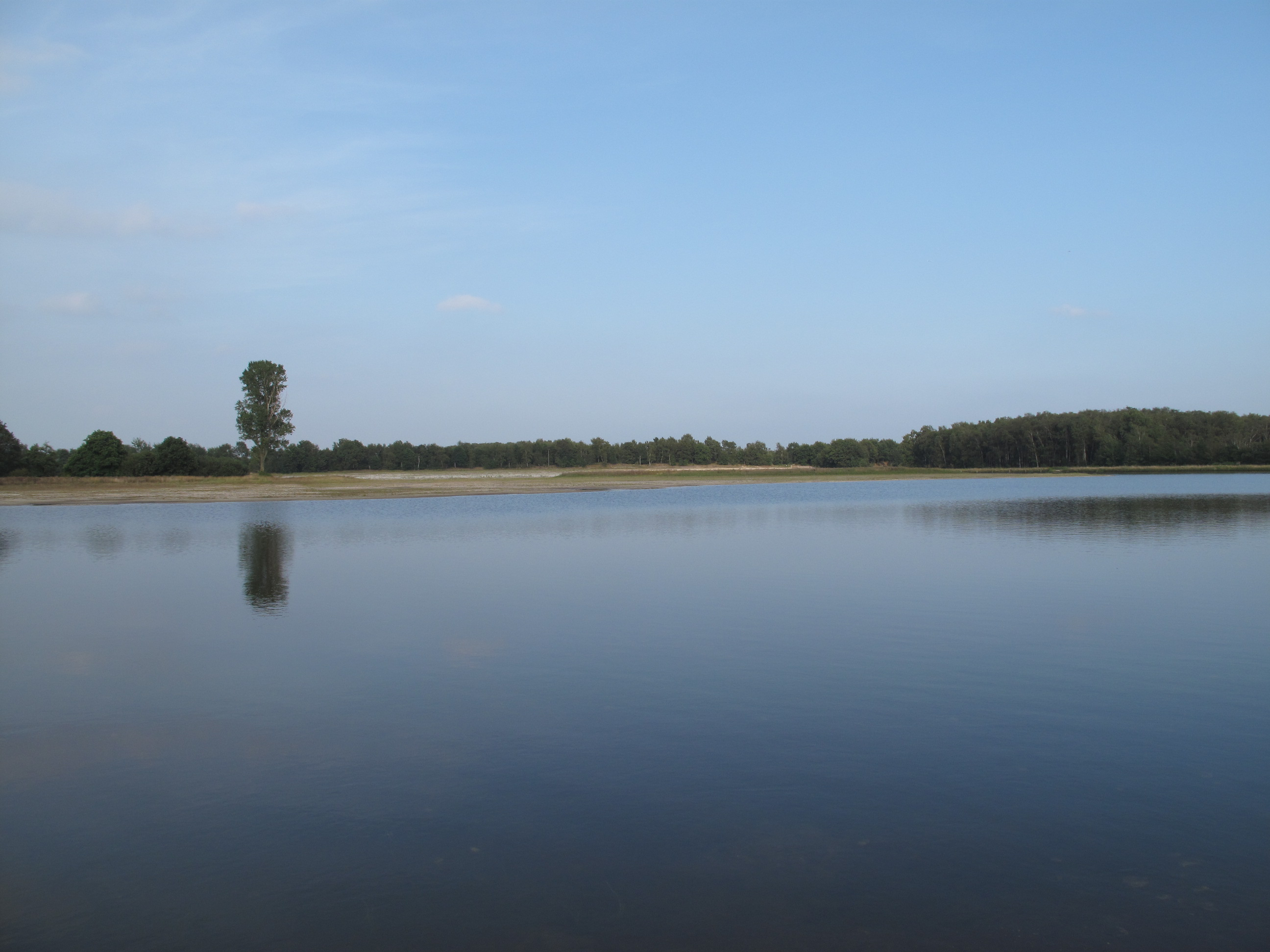
Meer in Maasduinen

Water heeft een grote rol gespeeld bij het ontstaan van het gebied van Nationaal Park De Maasduinen. Vroeger stroomde er de Rijn en was de Maas daar een zijtak van. Er zijn nog steeds sporen te vinden van de Rijnloop, zoals banken van Rijngrind die in de bodem verborgen liggen.
In de laatste ijstijd, zo'n 21.000 jaar geleden, kreeg de wind vrij spel. Deze ijstijd was extreem droog en koud. Een groot deel van het landschap was bedekt met een laag dekzand. De krachtige westenwind nam zand mee en zette het af op de oostelijke oevers van de Maas. Hierdoor ontstonden de zandruggen en in een boog liggende duinen, paraboolduinen genoemd.
Vanaf de prehistorie beïnvloedde de mens de natuur in De Maasduinen. In de Romeinse tijd werd steeds meer bos gekapt voor onder andere landbouwgrond, het leverde tevens bouwmateriaal en brandstof op. Vanaf de zesde eeuw werd de landbouw intensiever. De toenemende bevolking bewerkte de gronden langs de Maas en woonden op de nabije hoger gelegen plaatsen. Op uitgestrekte heidevelden werden schapen gehouden die met behulp van het potstalsysteem voor de benodigde mest zorgden. Door overbegrazing gingen heidegronden verloren doordat er weer stuifzanden ontstonden. Om die te bedwingen werd in de negentiende eeuw veel naaldbos aangeplant. In de loop van de twintigste eeuw kwam er langzamerhand aandacht voor de geologie en de natuurwaarden van het gebied. Er werden natuurgebieden ingericht die sinds 1996 tezamen 'Nationaal Park De Maasduinen' vormen.

## Beheer
Nationaal Park De Maasduinen is een samenwerkingsverband van Staatsbosbeheer, Stichting het Limburgs Landschap, Gemeente Bergen, Gemeente Gennep, kleine particuliere eigenaren en Waterschap Peel en Maasvallei die verantwoordelijk zijn voor het beheer, de Provincie Limburg en het Ministerie van Economische Zaken. De afdeling Limburg van het Instituut voor natuureducatie en duurzaamheid (IVN) coördineert activiteiten op het gebied van communicatie, educatie en recreatie.
Bij het beheer van het gebied worden grote grazers ingezet zoals galloways, Kempische heideschapen en landgeiten. Dit moet bijdragen aan een zich verjongend bos en voorkomen dat heidevelden door natuurlijke successie bos worden. De heide wordt verschraald doordat de schapen niet buiten maar in een schaapskooi overnachten.
De Maasduinen maakt deel uit van een reeks natuurgebieden aan de oostelijke oever van de Maas. Via Nationaal Park De Meinweg is er een verbinding richting Duitsland.

## Bijzondere dieren en planten

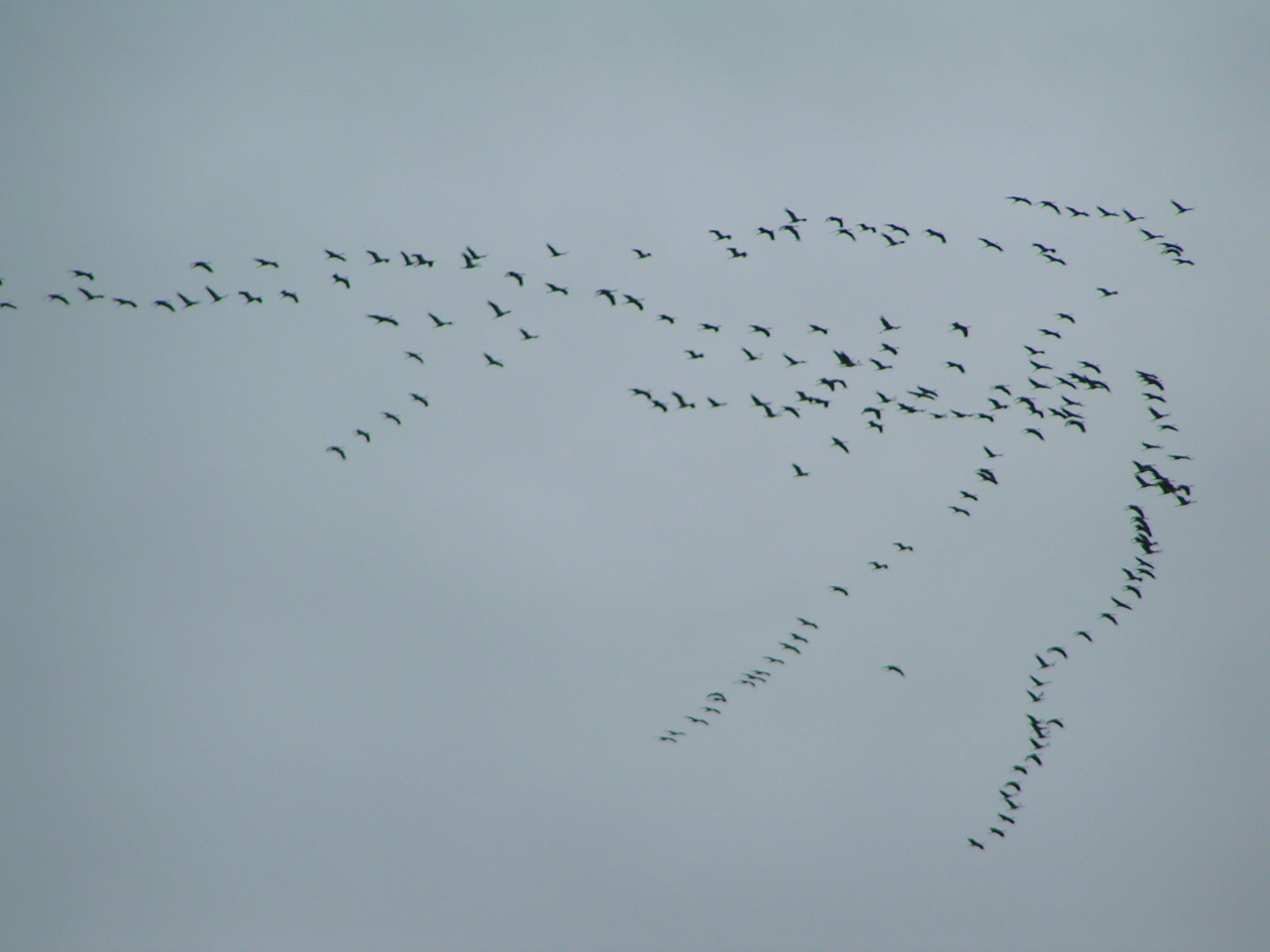
Kraanvogels in formatie

In het Bergerbos komt de zeer zeldzame nachtzwaluw voor. Ruim dertig verschillende dagvlindersoorten zijn in De Maasduinen waargenomen, waaronder het heideblauwtje en kleine ijsvogelvlinder. Het gentiaanblauwtje werd na 1982 niet meer gezien, maar zijn waardplant, de zeldzame klokjesgentiaan, is er nog wel. De gladde slang en de zandhagedis zijn soms in bos of heide te zien. Elders in Limburg uitgezette bevers hebben zich op zoek naar nieuwe territoria ook in natte delen van De Maasduinen gevestigd.

### Kraanvogel
Kraanvogels trekken in het voor- en najaar over De Maasduinen, en strijken dan neer in een van de vele vencomplexen zoals het Heerenven op Landgoed De Hamert om te rusten. Omdat deze voor Nederland vrij bijzondere vogel in De Maasduinen rust, is het dier opgenomen in het beeldmerk van het nationaal park.

## Regio
'Maasduinen' wordt ook gebruikt als naam voor de regio. Meestal bedoelt men hiermee de gemeenten Gennep en Bergen waarin het park is gesitueerd. De streek ligt tussen de Maas, met het Brabantse Land van Cuijk aan de overkant, en de Duitse gemeente Kleef. In het noorden ligt Nijmegen en ten zuiden liggen Venray en Venlo. Soms wordt de gemeente Mook en Middelaar ook tot Maasduinen gerekend, maar vaak ook tot het Rijk van Nijmegen.

## Aangrenzende streken
| Aangrenzende streken | Aangrenzende streken | Aangrenzende streken | Aangrenzende streken | Aangrenzende streken |
| -------------------- | -------------------- | -------------------- | -------------------- | -------------------- |
| Rijk van Nijmegen    |                      |                      |                      |                      |
|                      |                      |                      |                      |                      |
| Land van Cuijk       | Kreis Kleve          |                      |                      |                      |
|                      |                      |                      |                      |                      |
| Regio Venray         |                      | Regio Venlo          |                      |                      |